# Eclissi solare del 3 giugno 2114
L'Eclissi solare del 3 giugno 2114, di tipo totale, è un evento astronomico che avrà luogo il suddetto giorno con centralità attorno alle ore 09:14 UTC.
L'eclissi avrà un'ampiezza massima di 248 chilometri e una durata di 6 minuti e 32 secondi.